# Красноградський м'ясокомбінат
ЗАТ «Красногра́дський м'ясокомбіна́т» — підприємство харчової промисловості. Розташовано у місті Берестин Харківської області.

## Історія
Завод був відкритий наприкінці 1972 року.
У 1990-их роках та у першому десятиріччі 2000-их завод не працював. У 2006 році завод був викуплений інвестором групою «Мегабанку». Але запустити завод на повну потужність не вдалося. Під час кризи 2008-2009 років завод знову не працював. На початку 2011 року представники інвестора знову заявили про відродження заводу.